# Katy Bødtger
Katy Bødtger (Copenaghen, 28 dicembre 1932 – 1º maggio 2017) è stata una cantante danese.
Ha rappresentato la Danimarca all'Eurovision Song Contest 1960 con il brano Det var en yndig tid.

## Biografia
Nata in una famiglia di operai nel quartiere della capitale danese di Nørrebro, Katy Bødtger ha iniziato a cantare al coro femminile della Danmarks Radio da piccola. Ha abbandonato la scuola dopo il settimo anno, ed è andata a lavorare in una profumeria.
Dopo aver passato alcuni anni in Canada, è tornata in Danimarca e ha preso lezioni di canto. Nel 1957 è stata notata dall'etichetta discografica Nordisk Polyphon, che le ha offerto un contratto. È salita alla ribalta alla fine dello stesso anno con il suo singolo di debutto Fiskerpigens sang, che ha venduto più di 100 000 copie a livello nazionale.
Nel 1960 ha preso parte al Dansk Melodi Grand Prix, il programma di selezione del rappresentante danese per l'Eurovision Song Contest, e ha vinto con il suo inedito Det var en yndig tid. Alla finale eurovisiva, che si è tenuta a Londra, si è piazzata 10ª su 13 partecipanti con 4 punti totalizzati.
Katy Bødtger ha proseguito la sua carriera musicale nei decenni successivi, collaborando spesso con Gustav Winckler e cantando regolarmente come solista nelle trasmissioni della radio Palmehaven.

## Discografia

### Album in studio
- 1961 – Små smil i tekst og toner
- 1964 – Med følsomt sind
- 1967 – Palmehaven (con la Palmehaveorkestret)
- 1968 – Danske evergreens (con Peter Sørensen e Gustav Winckler)
- 1969 – Den gamle varieté (con Gustav Winckler e la Palmehaveorkestret)
- 1970 – Palmehaven II (con la Palmehaveorkestret)
- 1971 – Palmehaven III (con la Palmehaveorkestret)
- 1971 – Jeg lærte dem af mor
- 1973 – Det var på Frederiksberg... og en masse andre steder (con Bjørn Tidmand e la Svend Lundvigs Orkester)
- 1973 – Fest i garden
- 1973 – Gaven til mor fra Katy og Gustav (con Gustav Winckler e la Svend Lundvigs Orkester)
- 1975 – Palmehave-party (con Gustav Winckler e la Svend Lundvigs Orkester)
- 1975 – Syng med Gustav - Katy og Ove Verner (con Gustav Winckler e Ove Verner Hansen)
- 1975 – Katy '75
- 1976 – Til stille timer
- 1977 – Du dejlige danske sang
- 1978 – Palmehave-party 2 (con Gustav Winckler e la Svend Lundvigs Orkester)
- 1983 – To som elsker hinanden
- Mit potpourri
- Romantik og rytme (con Henning Hansen)
- Julens dejlige salmer og sange (con Vivi Bødtger)
- Jul med Katy Bødtger
- Glædelig jul (con Dario Campeotto, Grethe Sønck, Svend Lundvig e Solveig & Richard)

### Raccolte
- 1974 – Katy Bødtger's største succes'er
- 2000 – The Collection
- 2005 – Blå viol
- 2008 – Juletræet med sin pynt
- Fest i palmehaven (con Gustav Winckler e la Svend Lundvigs Orkester)
- Katy Bødtger favoritter
- Ønskeprogram med Katy Bødtger